# Xenofrea punctata
Xenofrea punctata là một loài bọ cánh cứng trong họ Cerambycidae.